# Syslí louky u Loděnice
Přírodní památka Syslí louky u Loděnice byla vyhlášena v roce 2010 a nachází se u obce Loděnice v okrese Beroun. Důvodem ochrany je ochrana původní populace kriticky ohroženého sysla obecného (Spermophilus citellus).

## Galerie

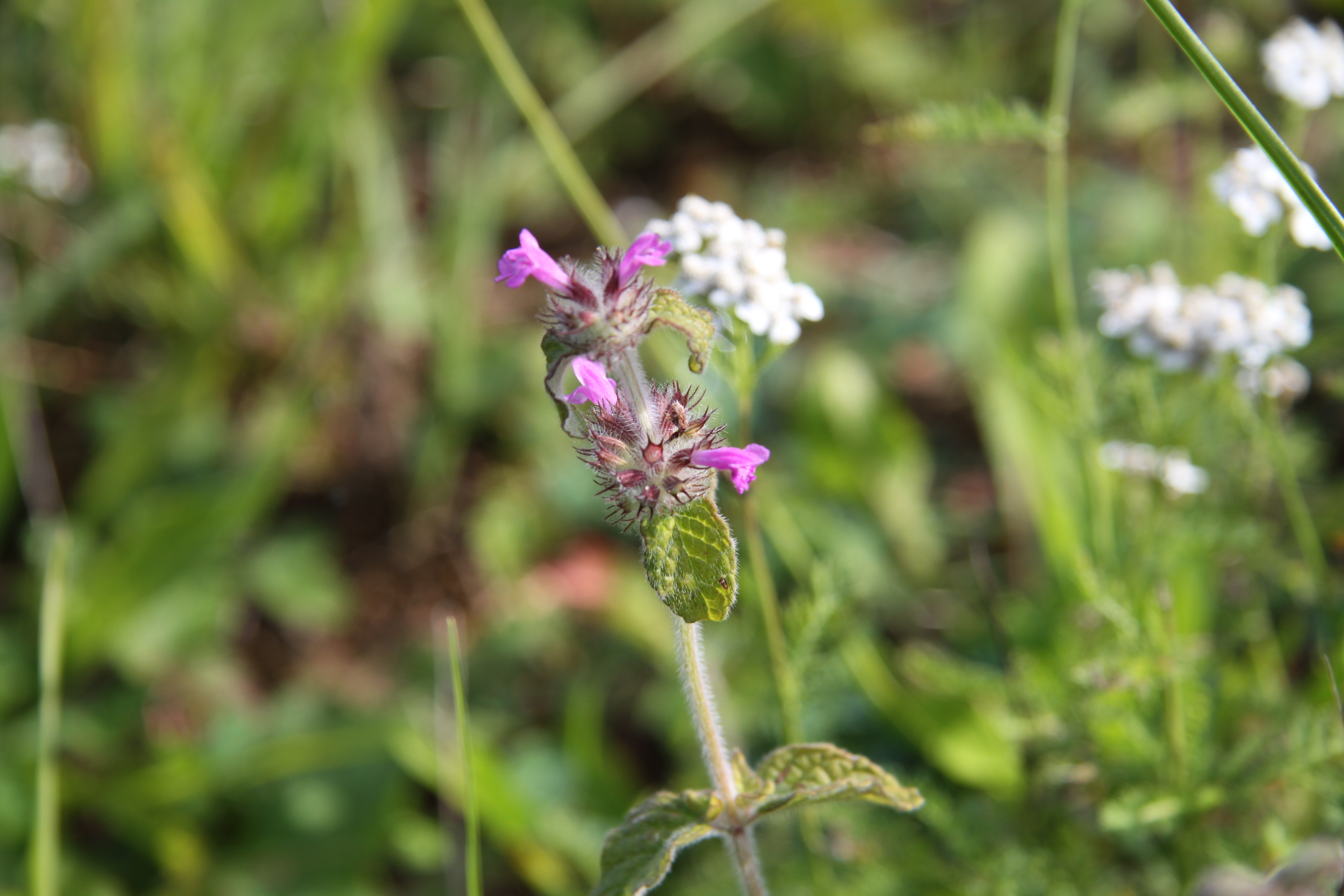
Klinopád obecný
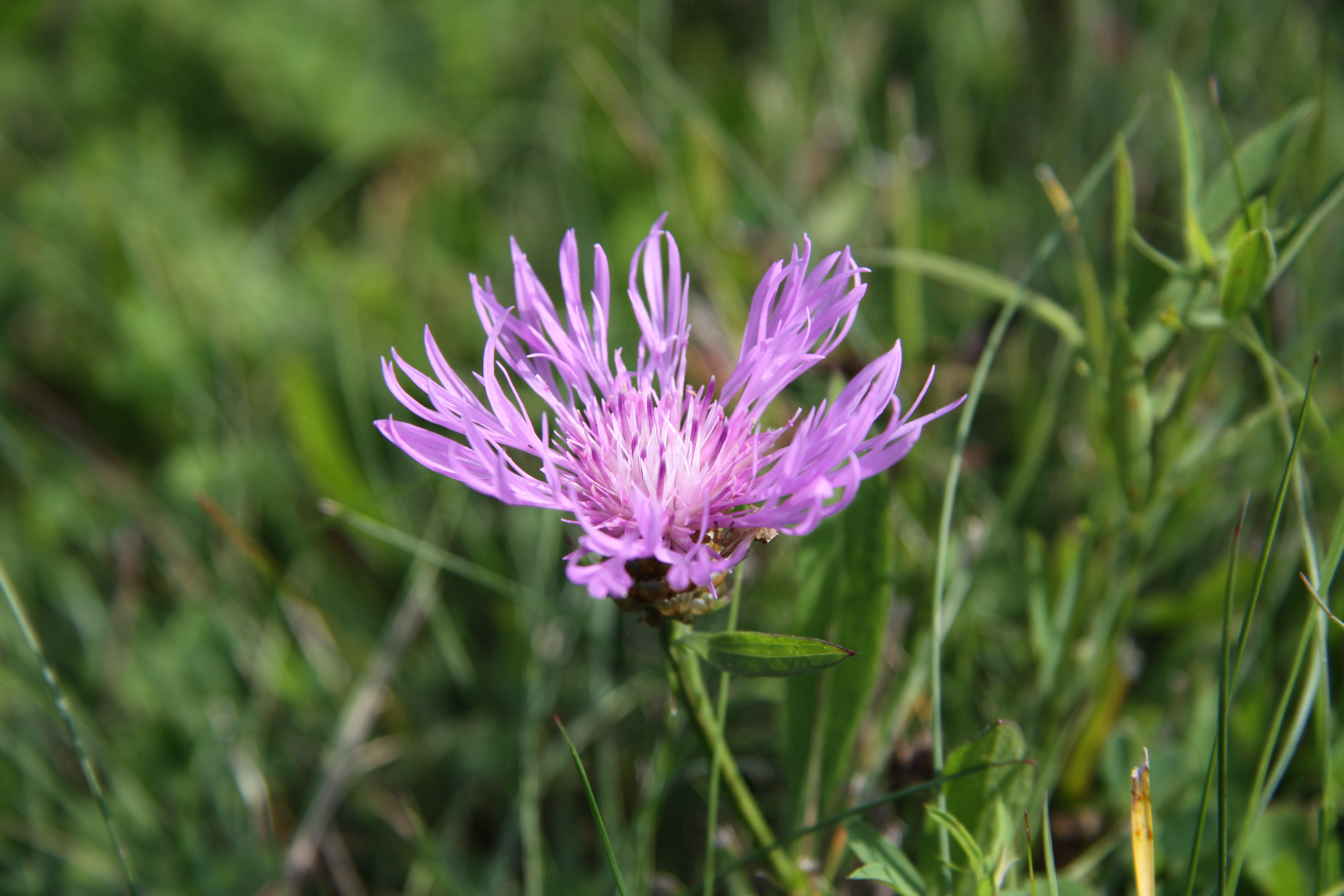
Chrpa čekánek
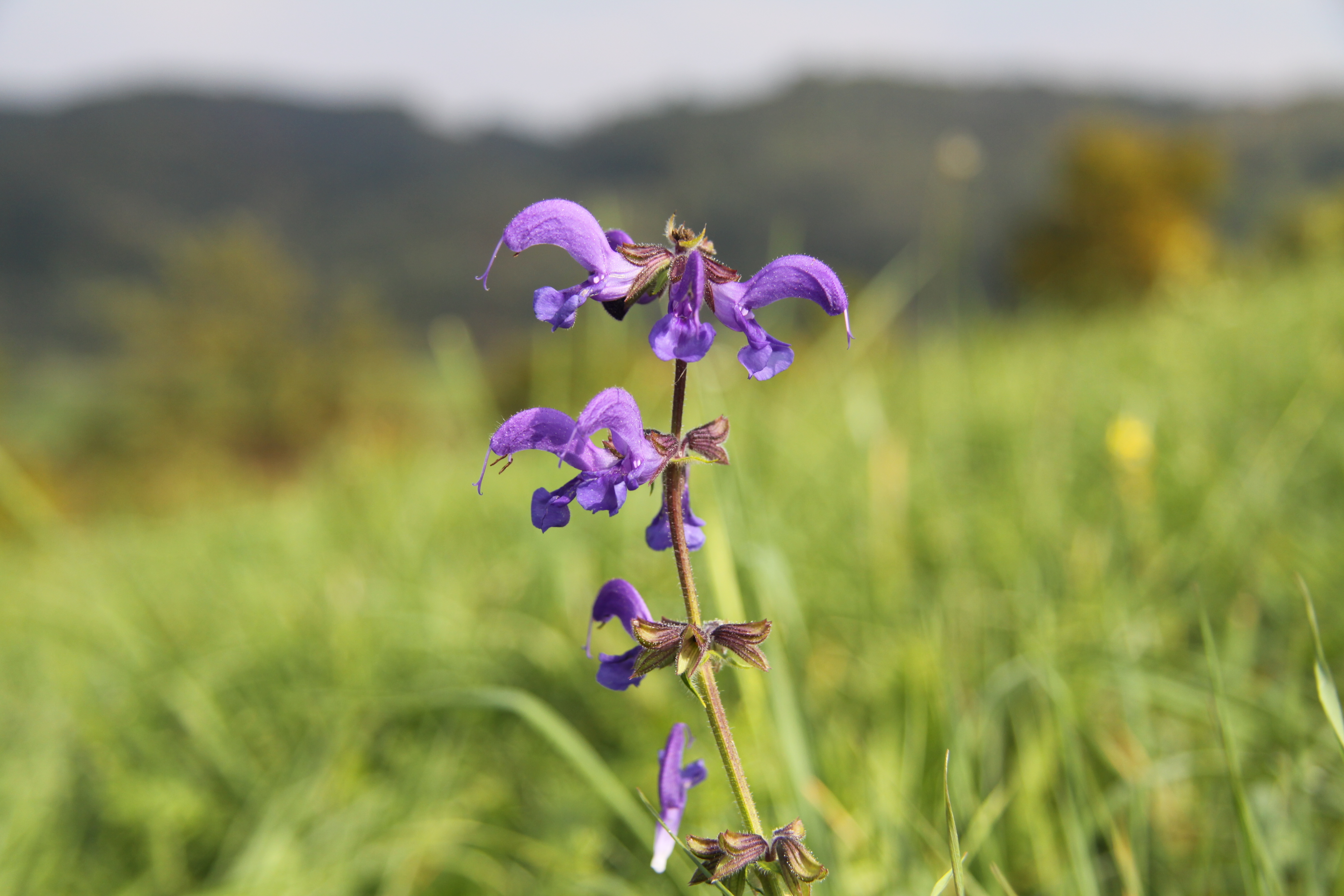
Šalvěj luční
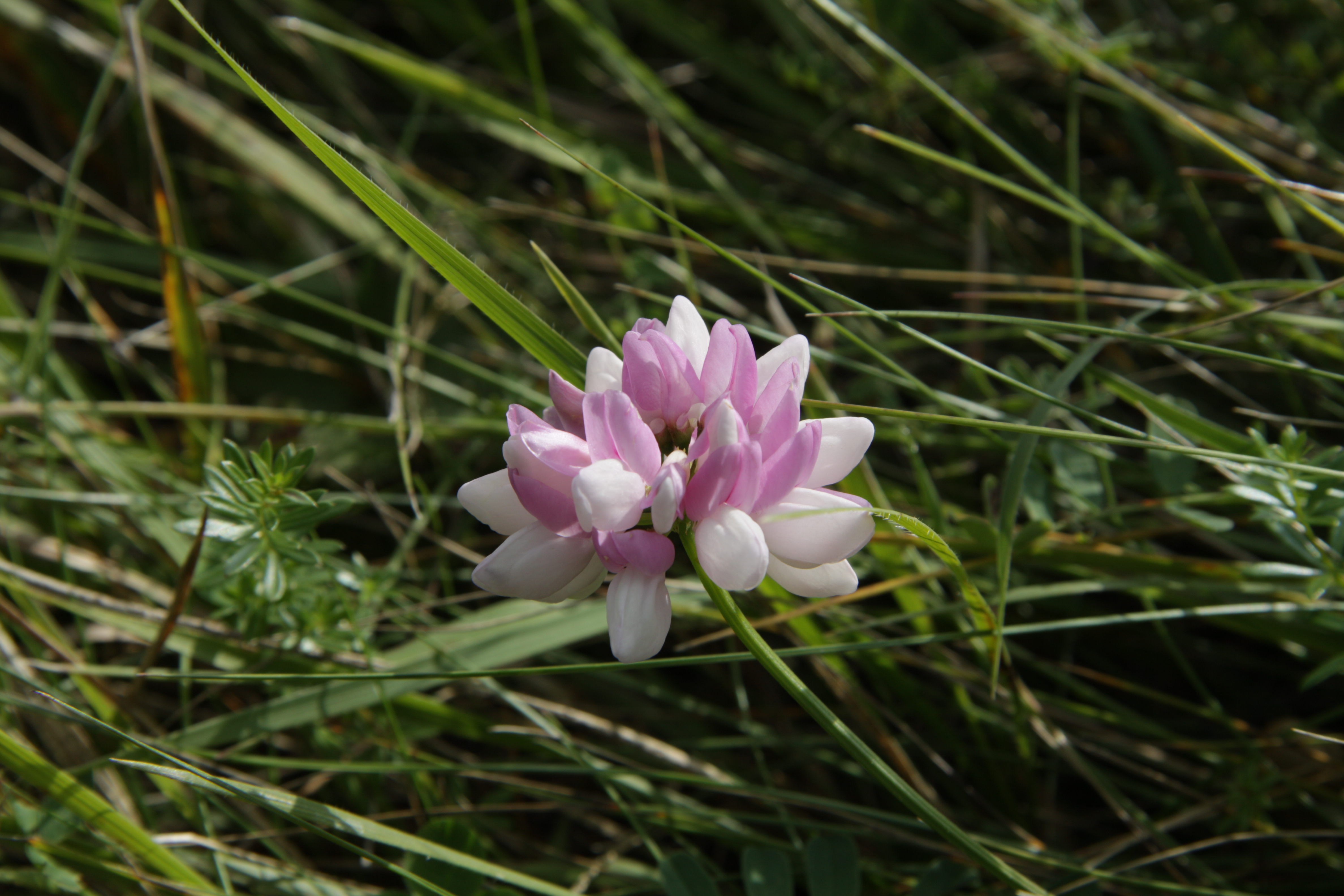
Čičorka pestrá